# Választófejedelem

A Német-római Birodalom címere

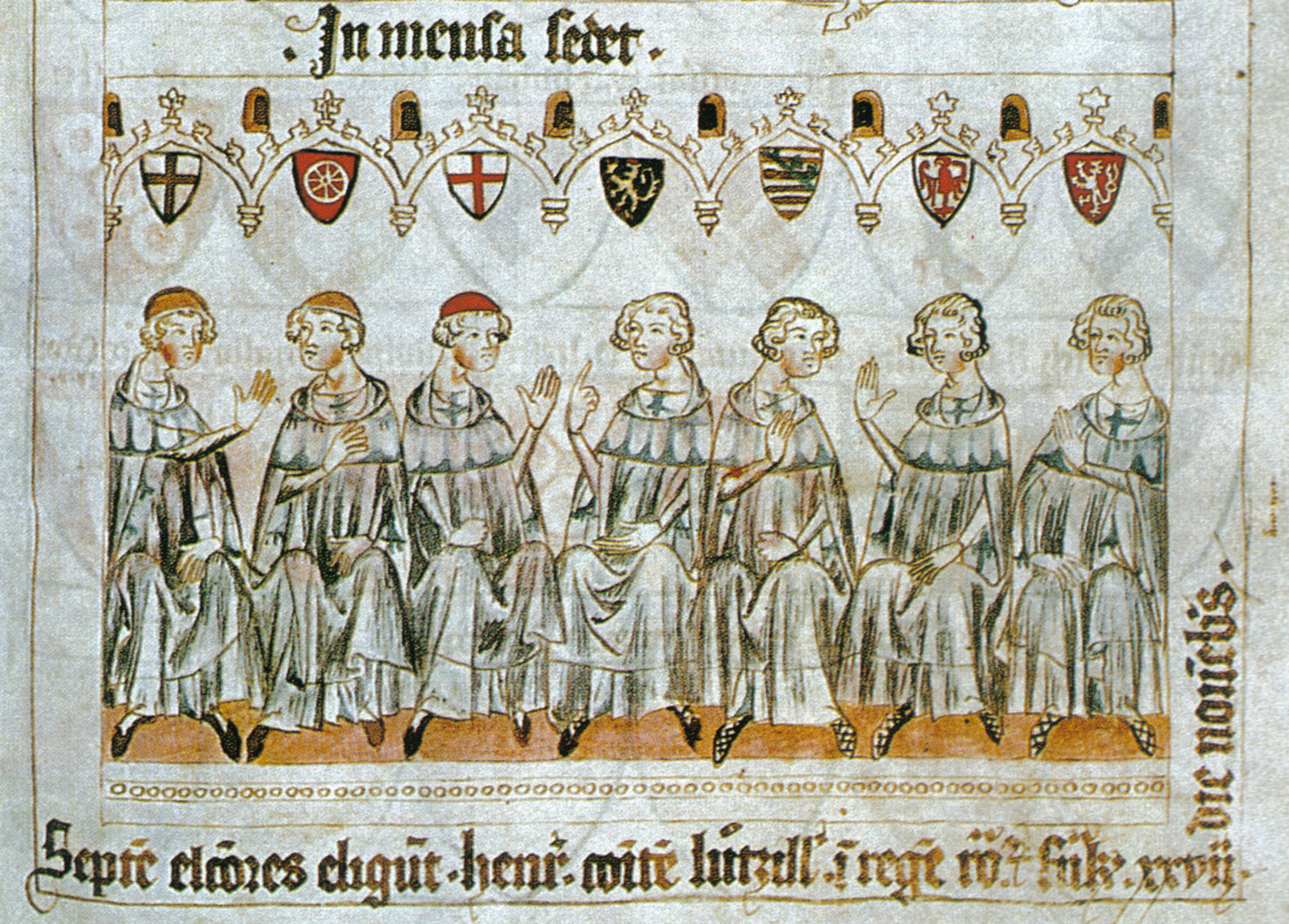
Codex Balduini Trevirensis, a hét választófejedelem VII. Henrik német-római császár megválasztásakor, 1308 november 27-én Frankfurtban. A német királyt 1356-tól hét választófejedelem választotta meg

A választófejedelem (németül Kurfürst, latinul elector) a német királyokat, illetve a német-római császárokat választó testület tagja a Német-római Birodalomban.
A Német-római Birodalom azon fejedelmei, akik a 13. század közepétől a német királyt, illetve a német-római császárt választották. Az uralkodót a birodalom megalapításától, azaz a Karolingok kihalásától (962) választották, de 1125-ig, a száli frank dinasztia kihalásáig mindig az elhunyt király fiát, testvérét, vagy más közeli rokonát ismerték el uralkodónak. A testület eredete vitatott, először a Sachsenspiegelben (a német középkor legrégebbi jogkönyvében, 1220–1235 körül) említik. Eredetileg az összes német uralkodónak választójoga volt, majd ezek számát fokozatosan csökkentették, és 1239 körül rögzítették a választófejedelmek listáját. A cseh király választójogát sokáig vitatták, de a gyakorlatban szinte mindig szavazott.
A választófejedelmek jogait és szerepét IV. Károly aranybullája véglegesítette 1356-ban. A választófejedelmek:
- a mainzi érsek, a birodalom főkancellárja
- a kölni érsek, Itália kancellárja
- a trieri érsek, Burgundia kancellárja
- a cseh király, a birodalom főpohárnoka
- a rajnai palotagróf (pfalzi gróf), a birodalom főasztalnoka
- a szász-wittenbergi herceg, birodalmi főmarsall
- a brandenburgi őrgróf, birodalmi főkamarás.

Egyúttal kinyilvánította azt is, hogy minden uralkodóháznak csak egy-egy ága kap választójogot. Országukat nem lehetett megosztani, a méltóságot az elsőszülött örökölte, a választófejedelem saját országában felségjogokat gyakorolt. Ezek az intézkedések megnövelték a választófejedelmek politikai önállóságát: jelentős részben ennek köszönhető a német királyok (császárok) hatalmának csökkenése.
A királyválasztás jogát a 15. század végéig egyénenként, később testületileg gyakorolták. Később ugyan már nem gyűltek össze évente, de a testület a középkor végéig felelősséget vállalt a birodalom egységéért. A VI. Orbán pápával 1378-ban kötött egyezménnyel Róma iránt érzett hűségüket is biztosítani próbálták.
A Német-római Birodalom története folyamán a választófejedelmek köre többször változott:
- 1623. február 25-én II. Ferdinánd császár elvette a rajnai palotagróftól (a harmincéves háborúban a spanyoloktól és a bajoroktól is vereségeket szenvedett V. Frigyestől) a választójogot és Bajorországnak (I. Miksa bajor hercegnek) adományozta.
- 1648. október 24-én a vesztfáliai békével Pfalz visszakapta választófejedelmi címét, de Bajorország is megtarthatta azt, így a választófejedelmek száma nyolcra emelkedett.
- I. Ernő Ágostot, Braunschweig-Calenberg hercegét I. Lipót császár szolgálatai jutalmául 1692. december 9-én választófejedelemmé tette. Ezzel létrejött a kilencedik választófejedelemség, a hannoveri.
- 1777. december 30-án III. Miksa bajor választófejedelem halálával kihalt a Wittelsbach-ház bajor ága, Bajorországot és a választófejedelem méltóságát IV. Károly Tivadar pfalzi választófejedelem örökölte. Ezzel a választófejedelmek száma ismét nyolcra csökkent.
- A napóleoni háborúk szétzilálták a birodalom szervezetét. 1803-ban, az 1801. február 9-ei lunéville-i béke következményeként az egyházi választófejedelemségek javait szekularizálták, a mainzi érsek fejedelemségén kívül az összes egyházi fejedelemséget megszüntették. A mainzi érsek székhelye Regensburgba került át. Négy új világi választófejedelemséget alakítottak: Baden, Württemberg, Hessen-Kassel és Salzburg. Ezzel a választófejedelemségek száma tízre emelkedett, de ennek már nem volt jelentősége, mert a német-római császári cím megszűnésével (1806. augusztus 6.) a választófejedelmi méltóság is lényegében megszűnt. Csak a hesseni választófejedelem tartotta meg ezt a címet 1866-ig, amikor országát bekebelezte Poroszország. 1875. január 6-án halt meg az utolsó választófejedelem, a hesseni Frigyes Vilmos.